# 上克羅伊茨峰 (蒂羅爾州)
47°00′27″N 12°13′29″E / 47.0075°N 12.224722°E

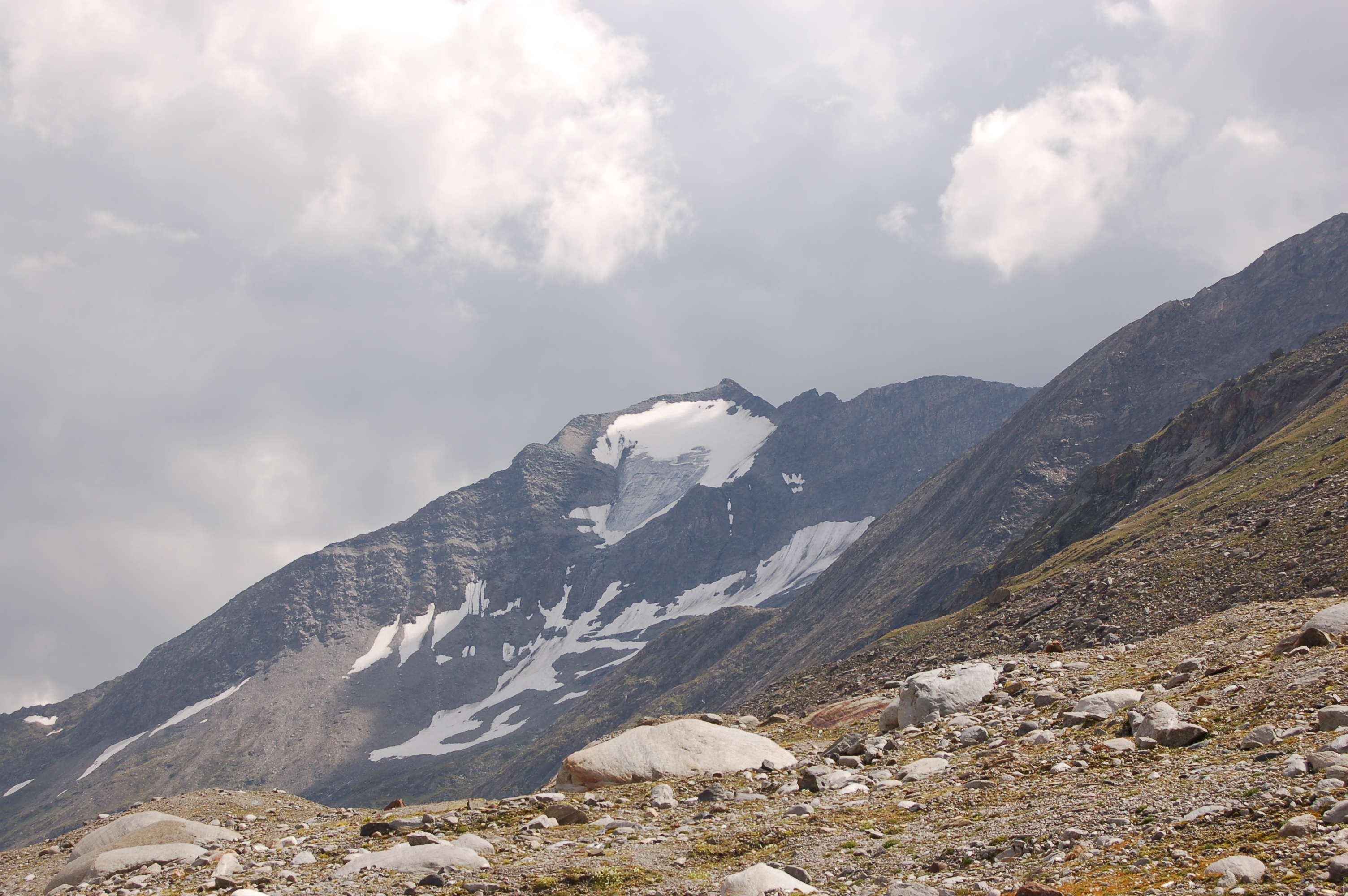

上克羅伊茨峰（德語：Hohes Kreuz），是奧地利的山峰，位於該國西部，由蒂羅爾州負責管轄，屬於維內迪傑山脈的一部分，海拔高度3,159米，人類在1904年9月27日首次登頂。